# EHBO-koffer

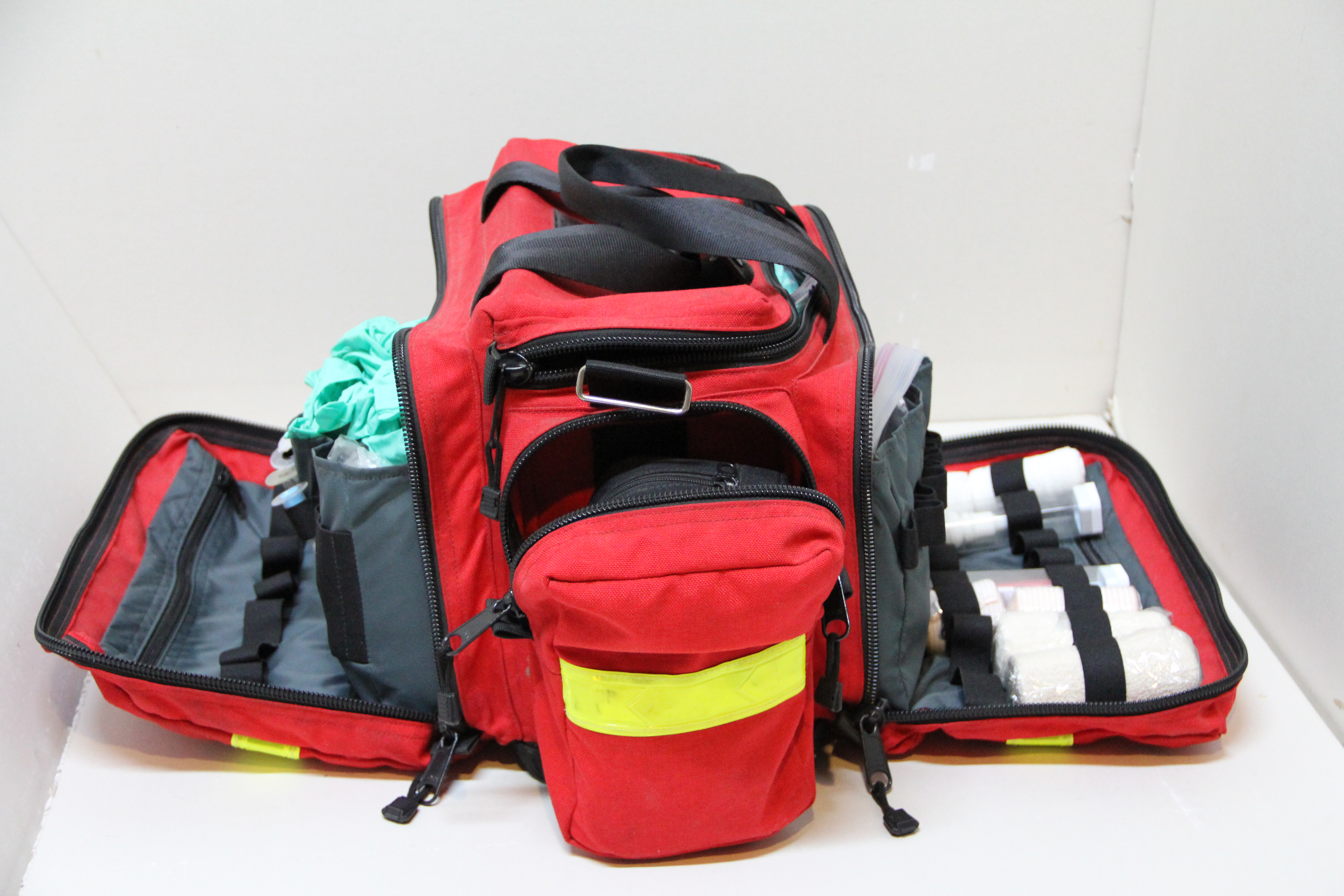
Uitgebreide EHBO-tas

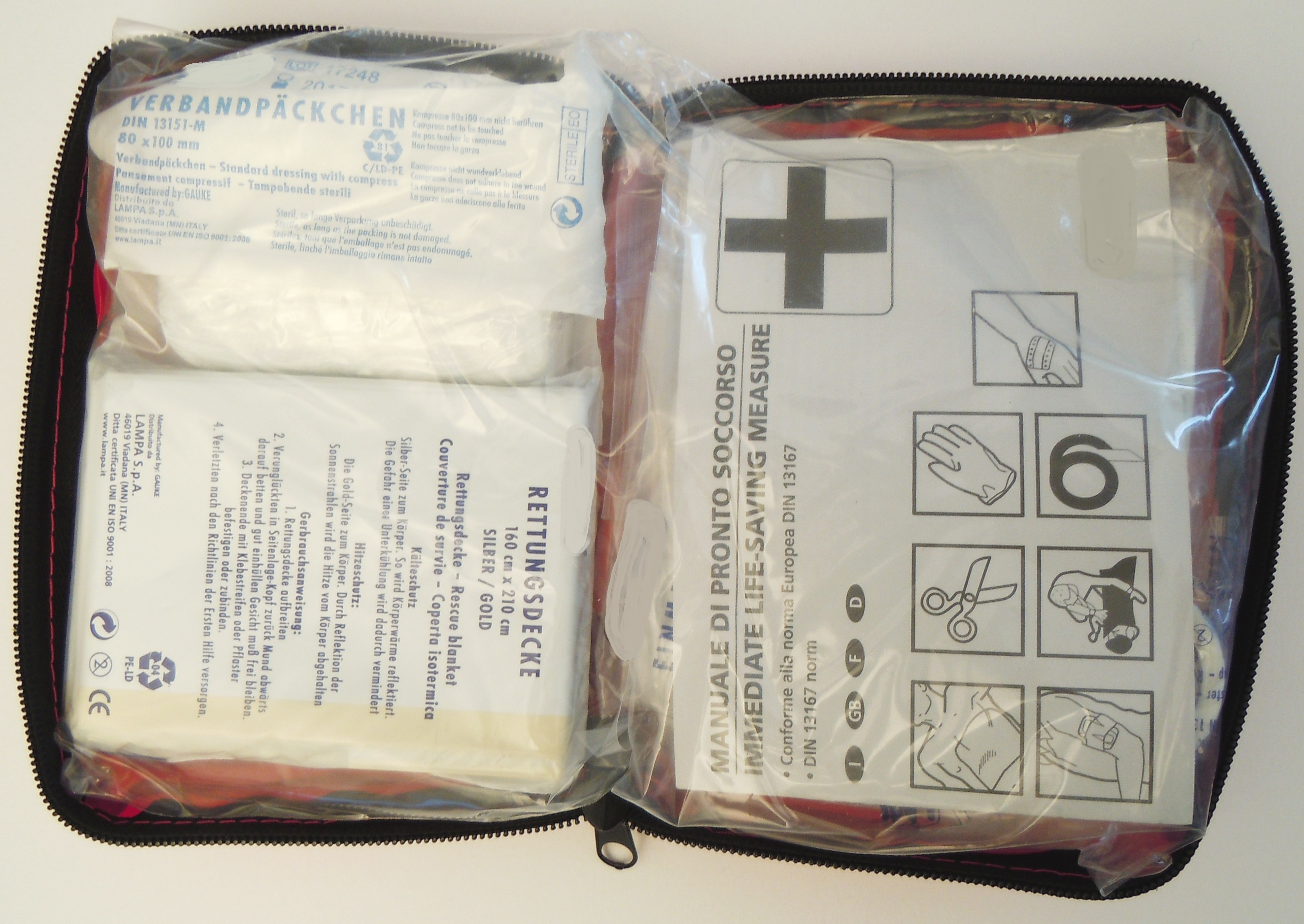
Een typische EHBO-kit uit de auto

Een EHBO-koffer, EHBO-tas, verbandtrommel of verbanddoos bevat EHBO-hulpmiddelen, materialen voor de eerste hulp bij ongelukken (EHBO). Bedrijven en organisaties als sportverenigingen en andere beheerders van openbare ruimtes dienen een koffer op een goed bereikbare plek te hebben.

## Bedrijfsverbanddozen in België
Een EHBO-koffer op een bedrijf heeft in België volgens de wettelijke verplichting van het Algemeen Reglement voor de Arbeidsbescherming, nu Codex over het welzijn op het werk, de volgende minimale samenstelling:

### Artikelen in vast verband
- Elastisch knelverband, 5 cm breed (1×)
- Reanimatiecanule (1×)
- Roestvrije schaar, 14 cm lang (1×)
- Toelichtingsnota: "dringende verzorging in afwachting van de komst van de geneesheer"

### Artikelen in wisselend aantal
Per 10 industriële werknemers met maximum van drie veelvouden, of per 50 niet-industriële werknemers met maximum van twee veelvouden:
- Snelverband:
  - gaaszwachtel 2 m × 5 cm, verbandplakje 10 cm × 7 cm (2×)
  - gaaszwachtel 2 m × 7 cm, verbandplakje 14 cm × 12 cm (1×)
- Driehoeksverband (steriel), 90 cm × 90 cm × 127 cm (1×)
- Cambric zwachtels:
  - zwachtel van ten minste 5 m × 5 cm (2×)
  - zwachtel van ten minste 5 m × 7 cm (2×)
- Samengeperste hydrofiele watten, 20 g (2×)
- Kleefpleister (zijden):
  - rol van ten minste 5 m × 2,5 cm (1×)
  - rol van ten minste 5 m × 1,25 cm (1×)
- Gaaspleisterverband 1 m × 6 cm (1×) of een assortiment van verschillende breedten met een totale lengte van 1 m
- Antiseptische oplossing: jodium en alcohol à 1% (30 ml) of chloorhexidinedigluconaat in alc.-opl. van ten minste 50 vol.-% of een equivalent product
- Roestvrije veiligheidsspelden in een doosje of op een kaartje (10×)

## Verbandvoorschriften voor Belgische auto's
Het individuele verband-etui voor motorvoertuigen heeft volgens wettelijke verplichting in België de volgende minimale samenstelling:
- steriele snelverbanden waarvan de hydrofiele gaaszwachtels ten minste 2 m × 7 cm zijn (2×)
- steriel driehoeksverband, 90 cm × 90 cm × 127 cm (1×)

## Symbolen
EHBO-koffers zijn  vaak herkenbaar aan de onderstaande symbolen:

ISO EHBO-symbool
Alternatief
Symbool van het Rode Kruis
De 'Star of Life' met esculaap